# Junost-Stadion (Brest)
Das Junost-Stadion (russisch Стадион Юность) ist ein Fußballstadion in der belarussischen Stadt Brest. Es ist derzeit die Heimspielstätte der zweiten Mannschaft des Fußballvereins FK Dinamo Brest.
Die Anlage wurde früher auch vom FK Viktorya-86 Brest, einem ehemaligen Klub der höchsten belarussischen Frauenfußballliga, sowie dem FK Ruch Brest genutzt, bevor er in die höchste Liga aufstieg. Im 1989 fertiggestellten Junost-Stadion finden 2310 Zuschauer Platz.
Der Hockeyclub SC Stroitel Brest ließ es bauen und gehörte dem Gewerkschaftskomitee des Baukombinates. Daher hieß es zunächst Stroitel-Stadion (russisch Строитель Стадион, deutsch ‚Bauarbeiter-Stadion‘). 2004 übernahm der FK Dinamo Brest die Anlage. Die erforderlichen Renovierungsmaßnahmen wurden im Juli 2007 abgeschlossen.
Die in den Jahren 1972 bis 1999 Dinamo-Stadion genannte Sportstätte heißt heute Regionaler Sportkomplex Brest.